# Jeisyville
Jeisyville es una villa ubicada en el condado de Christian en el estado estadounidense de Illinois. En el Censo de 2010 tenía una población de 107 habitantes y una densidad poblacional de 335,88 personas por km².

## Geografía
Jeisyville se encuentra ubicada en las coordenadas 39°34′45″N 89°24′29″O / 39.57917, -89.40806. Según la Oficina del Censo de los Estados Unidos, Jeisyville tiene una superficie total de 0.32 km², de la cual 0.32 km² corresponden a tierra firme y (0%) 0 km² es agua.

## Demografía
Según el censo de 2010, había 107 personas residiendo en Jeisyville. La densidad de población era de 335,88 hab./km². De los 107 habitantes, Jeisyville estaba compuesto por el 98.13% blancos, el 0% eran afroamericanos, el 0% eran amerindios, el 0% eran asiáticos, el 0% eran isleños del Pacífico, el 0% eran de otras razas y el 1.87% pertenecían a dos o más razas. Del total de la población el 0% eran hispanos o latinos de cualquier raza.